# Yörükyeri, Akyazı
Yörükyeri là một xã thuộc quận Akyazı, tỉnh Sakarya, Thổ Nhĩ Kỳ. Dân số thời điểm năm 2008 là 377 người.